# Зборівська міська територіальна громада
Зборівська міська громада — територіальна громада в Україні, в Тернопільському районі Тернопільської области. Адміністративний центр — м. Зборів.
Площа громади — 471,0 км², населення — 19 488 осіб (2020).
Утворена 12 вересня 2016 року шляхом об'єднання Зборівської міської, Вірлівської, Вовчківської, Гарбузівської, Годівської, Кабаровецької, Кальненської, Оліївської, Перепельницької, Пліснянської, Погрібецької, Розгадівської, Славнянської, Ярославицької, Ярчовецької сільських рад Зборівського району та Августівської, Великоплавучанської сільських рад Козівського району.
19 липня 2020 року, в результаті адміністративно-територіальної реформи та ліквідації Зборівського району, увійшла до складу Тернопільського району.

## Населені пункти
У складі громади 1 місто (Зборів) і 52 села:
- Августівка
- Беримівці
- Бзовиця
- Велика Плавуча
- Вільшанка
- Вірлів
- Вовчківці
- Волосівка
- Гарбузів
- Годів
- Грабківці
- Гукалівці
- Жабиня
- Жуківці
- Заруддя
- Івачів
- Йосипівка
- Кабарівці
- Калинівка
- Кальне
- Корчунок
- Коршилів
- Красна
- Кудинівці
- Кудобинці
- Лавриківці
- Лопушани
- Манаїв
- Метенів
- Млинівці
- Монилівка
- Мшана
- Нище
- Озерянка
- Оліїв
- Перепельники
- Підгайчики
- Плісняни
- Погрібці
- Присівці
- Розгадів
- Славна
- Травотолоки
- Тустоголови
- Футори
- Хоробрів
- Хоростець
- Храбузна
- Цецівка
- Цицори
- Ярославичі
- Ярчівці